# Siergiej Wojenuszkin
Siergiej Fiodorowicz Wojenuszkin (ros. Сергей Фёдорович Вое́нушкин, ur. 26 listopada 1929 w Krasnej Słobodzie w Tatarskiej ASRR, zm. 15 lutego 2012 w Moskwie) – radziecki działacz państwowy i partyjny.

## Życiorys
Od 1951 należał do WKP(b), w 1952 ukończył Karelo-Fiński Uniwersytet Państwowy i został geologiem, pracował w Północno-Zachodnim Zarządzie Geologicznym Ministerstwa Geologii ZSRR, w latach 1954-1958 był delegowany służbowo do Mongolii. W latach 1958–1963 był zastępcą szefa i szefem Zarządu Przemysłu Materiałów Budowlanych Karelskiego Sownarchozu, a w latach 1963-1965 szefem Zarządu Przemysłu Materiałów Budowlanych Północno-Zachodniego Sownarchozu w Pietrozawodsku. Między 1965 a 1966 szefem Głównego Zarządu Przemysłu Niemetalowego i członkiem Kolegium Ministerstwa Przemysłu Materiałów Budowlanych RFSRR, potem zastępcą szefa i szefem Głównego Zarządu Przemysłu Niemetalowego Ministerstwa Przemysłu Matriałów Budowlanych ZSRR. W latach 1970–1975 był szefem Zarządu Planowo-Ekonomicznego i członkiem Kolegium Ministerstwa Przemysłu Materiałów Budowlanych ZSRR, kolejno w latach 1975-1979 I zastępcą ministra, następnie (1979-1985) ministrem przemysłu materiałów budowlanych RFSRR, od lipca 1985 do lipca 1989 był ministrem przemysłu materiałów budowlanych ZSRR, następnie przeszedł na emeryturę. Od 25 lutego 1986 do 2 lipca 1990 wchodził w skład Centralnej Komisji Rewizyjnej KPZR. Był deputowanym do Rady Najwyższej RFSRR XI kadencji. Został odznaczony Orderem Czerwonego Sztandaru Pracy i Orderem Znak Honoru.